# Vizcondado de Cerdaña
El vizcondado de Cerdaña fue una jurisdicción feudal del condado de Cerdaña regida por vizcondes, primero amovibles y luego hereditarios.
El primer vizconde conocido es Adalelmo, mencionado en 862. En la segunda mitad del siglo X el título se convirtió en hereditario. En 1126 pasó por matrimonio a los vizcondes de Alto Urgel, que se titularon vizcondes de Castellbó y Cerdaña (finalmente solo Castellbó). Una rama colateral originó el vizcondado de Urtx.
Las posesiones hereditarias de los vizcondes eran: Joc en Conflent; Merencs en Sabartois; los castillos de San Martín, Miralles y Queralt en el Baridà; y Maranges y Girul en el condado de Cerdaña.
En 1141 se lo unió jurídicamente al vizcondado de Castellbó.

## Lista de vizcondes
- Adalelmo de Cerdaña c. 860-870
- Desconocidos  c. 870-912
- Ramón I de Cerdaña 912-925
- Remesario I de Cerdaña 925-966
- Bernardo I de Cerdaña 966-983
- Sunifredo I de Cerdaña 983-1032
- Bernardo II de Cerdaña 1032-1067
- Bernardo Bernardo de Urtx 1067-1078
- Ramón II de Cerdaña 1078-1130
- Sibila de Cerdaña 1130-1141
- Pedro I de Alto Urgell 1126-1141 (consorte)

- Datos: Q4110988